# 윤저
윤저(尹抵, ? ~1412년)는 조선전기 상의중추원사, 경상도절제사, 이조판서 등을 역임한 문신이다. 본관은 칠원(漆原)이며, 부인은 삼사좌복야 오중화의 딸 동복오씨이다.

## 생애
고려 말기부터 이성계(李成桂)에게 시종한 인연으로 조선왕조가 건국되자, 1392년(태조 1년) 상장군으로 등용되었다. 1395년 형조전서가 되어 고려 왕족들을 강화나루에 잡아다가 수장(水葬)하는 데 앞장섰다. 1396년 상의중추원사(商議中樞院事)가 되었으며, 1397년 경상도절제사로 재직 중, 박자안(朴子安)의 옥사에 관련되어 한때 투옥되었다가 풀려났다.
1400년(정종 2년) 상진무(上鎭撫)가 되었으며, 다음해인 1401년(태종 1년) 이방간(李芳幹)의 난을 평정하고 태종이 왕위에 오르는 데 협력한 공으로 익대좌명공신(翊戴佐命功臣) 3등에 책록되었다. 같은 해 사평우사(司平右司)가 되고 칠원군(漆原君)에 봉하여졌다. 1402년 참판승추부사(參判承樞府事)가 되었으며, 이조판서를 거쳐 1408년 찬성사에 이르렀다. 시호는 정경(貞景)이다.

## 같이 보기
윤저 - 한국민족문화대백과사전